# Daniel Carou
Daniel Alberto Carou (Allen, Provincia de Río Negro, Argentina, 27 de junio de 1984) es un futbolista argentino.

## Trayectoria
Daniel Carou empezó su carrera en el club Unión Alem Progresista de Allen. Cuando cumplió los 17 años fue transferido a Cipolletti de Río Negro, pero fue cedido al Deportivo Roca de Río Negro.
En la temporada 2005-2006, Cipolletti de Río Negro descendió al Torneo Argentino B, momento en el que Carou regresó al equipo. Esa temporada el equipo ascendió de nuevo al Torneo Argentino A. Carou fue jugador de Cipolletti de Río Negro hasta la temporada 2007-2008, cuando fue cedido a Arsenal de Sarandí de la Primera División de Argentina. A inicios del 2009 emigró a Chile, para jugar por 6 meses en Ñublense y después volvió a Deportivo Roca de Río Negro y luego a Cipolletti de Río Negro y en el segundo semestre del 2010 fichó en el Atlanta de la Primera B Metropolitana, con el cual fue campeón en la temporada 2010-2011, llevando a su club a la Primera B Nacional para la temporada 2011-2012. 
A mediados de 2012 regresa nuevamente al club que lo vio nacer futbolísticamente: Deportivo Roca de Río Negro.
A mediados de 2013 se fue a jugar al Club Social y Deportivo Madryn (Chubut) en el Torneo Argentino B con el cual se consagró campeón obteniendo el ascenso para el Torneo Argentino A.

## Clubes
| Club                        | País      | Año         |
| --------------------------- | --------- | ----------- |
| Deportivo Roca de Río Negro | Argentina | 2005 - 2006 |
| Cipolletti de Río Negro     | Argentina | 2006 - 2008 |
| Arsenal de Sarandí          | Argentina | 2008        |
| Ñublense                    | Chile     | 2009        |
| Deportivo Roca de Río Negro | Argentina | 2009        |
| Cipolletti de Río Negro     | Argentina | 2010        |
| Atlanta                     | Argentina | 2010 - 2012 |
| Deportivo Roca de Río Negro | Argentina | 2012 - 2013 |
| Deportivo Madryn            | Argentina | 2013 - 2015 |
| Ñublense                    | Chile     | 2015 - 2016 |
| Deportivo Madryn            | Argentina | 2016 - 2017 |
| Sportivo Patria             | Argentina | 2017        |
| Universidad SC              | Guatemala | 2018        |
| Unión Alem Progresista      | Argentina | 2021        |